# Augusto Donaudy
Augusto Donaudy (Napoli, 1910 – Milano, 8 giugno 1982) è stato uno scrittore, traduttore e francesista italiano.

## Biografia
Nato a Napoli da una famiglia d'origini francesi, aveva due sorelle, Gaby e Lidia; si occupò per tutta la sua carriera alla traduzione di opere della letteratura francese del XIX e XX secolo, segnalandosi per la capacità linguistica e interpretativa, che gli permetteva d'essere abile e fedele "voce" degli autori tradotti, e tra essi in special modo di André Gide e Jean Giraudoux. Nel 1937 fu pubblicato un suo saggio storico, intitolato Da Cavour a Crispi, mentre è del 1945 il romanzo storico Quasi una follia. Donaudy fu anche autore di una traduzione de I tre moschettieri datata 1945; si occupò poi, per l'editore napoletano Richter, di vari testi di anatomia e salute; nel 1957 fu contattato dall'editore milanese Rizzoli, che gli chiese di tradurre la celebre opera di Verne Il giro del mondo in 80 giorni: Donaudy iniziò così la sua collaborazione con Rizzoli, che durò per oltre vent'anni. La prima opera di Gide che tradusse fu Isabelle, pubblicata da Alberto Marotta nel 1959: Donaudy divenne presto uno dei principali traduttori di Gide in italiano. L'ultima traduzione firmata da Donaudy pubblicata in Italia fu Il generale dell'armata morta (Longanesi 1982) dello scrittore albanese di lingua francese Ismail Kadare.

## Opere

### Curatele
- Charles Baudelaire, Tutte le pagine di critica letteraria, Milano, Edizioni dell'esame, 1945
- Émile Zola et al., Le serate di Médan, Milano, Fasani, 1946
- Jean Giraudoux, Simone il patetico, Milano, Treves, 1946

### Narrativa
- Quasi una follia, Milano, Alpe, 1945

### Saggi
- Da Cavour a Crispi, Milano, Edizioni del Tempo, 1937

### Traduzioni
- Alexandre Dumas padre, I tre moschettieri, Milano, Bianchi-Giovini, 1945
- René Sédillot, La storia del mondo in 300 minuti, Napoli, Richter, 1953
- Stewart George Wolf, Il mal di testa, Napoli, Richter, 1954 (con J. Daninos)
- Jean Vignaud, Vita eroica di Chales de Foucauld, Napoli, Richter, 1954
- Léon Mabille, Il vostro fegato, Napoli, Richter, 1954
- Fulton John Sheen, La felicità del cuore, Napoli, Richter, 1955
- René Lacroix, La vostra tensione arteriosa, Napoli, Richter, 1955
- Henri Gaehlinger, Il vostro intestino, Napoli, Richter, 1955
- Fulton J. Sheen, Pensieri per la vita di ogni giorno, Napoli, Richter, 1956
- Jules Verne, Il giro del mondo in 80 giorni, Milano, Rizzoli, 1957
- Fulton J. Sheen, Vita e ragione, Napoli, Richter, 1957
- Pierre Louÿs, La donna e il fantoccio, Milano, Rizzoli, 1958
- Alexandre Dumas figlio, Processo Clemenceau: memoriale dell'imputato, Milano, Rizzoli, 1958
- Théophile Gautier, La signorina di Maupin, Milano, Rizzoli, 1958
- André Gide, Isabelle, Napoli, Marotta, 1959
- Karl Bjarhof, Le stelle impallidiscono, Milano, Bompiani, 1959
- Claude Tillier, Zio Beniamino, Milano, Rizzoli, 1959
- André Gide, La sinfonia pastorale, Milano, Rizzoli, 1960
- Ravignant, Le città calve, Milano, Rizzoli, 1961
- Vercors, Sylva, Milano, Rizzoli, 1961
- Fulton J. Sheen, Andate in Paradiso, Napoli, Richter, 1962
- Jean Scandel, Addio, insonnia, Napoli, Richter, 1963
- Ravignant, Come un verdetto, Milano, Rizzoli, 1963
- Audry Colette, Dietro la vasca, Milano, Rizzoli, 1964
- Boris Vian, Sterpacuore, Milano, Rizzoli, 1965
- Jacques Thuillier, Le storia di Maria de' Medici di Rubens al Lussemburgo, Milano, Rizzoli, 1967
- Jean d'Ormesson, La gloria dell'Impero, Milano, Rizzoli, 1973
- Françoise Sagan, Lividi sull'anima, Milano, Rizzoli, 1973
- André Schwarz-Bart, La mulatta, Milano, Rizzoli, 1973
- Guillaume Hanoteau; Françoise Sagan, Profumi per te, Milano, Rizzoli, 1974
- Celeste Albaret, Il signor Proust, Milano, Rizzoli, 1974
- Jack-Alain Leger, Monsignore, Milano, Rizzoli, 1976
- Hubert Monteilhet, Morire a Francoforte, Milano, Rizzoli, 1976
- Michel Clerc, La bustarella, Milano, Rizzoli, 1977
- Lucien Bodard, La valle delle rose, Milano, Rizzoli, 1978
- Romain Gary, Cocco mio, Milano, Rizzoli, 1979
- Maurice Denuzière, Louisiana, Milano, Rizzoli, 1979
- Pierre-Jean Rémy, Orient-Express, Milano, Rizzoli, 1980 (con altri)
- Maurice Denuzière, Ritorno a Bagatelle. Louisiana parte seconda, Milano, Rizzoli, 1980
- André Lacaze, Il tunnel, Milano, Club italiano dei lettori, 1980
- Romain Gary, L'angoscia del re Salomone, Milano, Rizzoli, 1981
- Françoise Dorin, Letti a una piazza, Milano, Rizzoli, 1981
- Ismail Kadare, I tamburi della pioggia, Milano, Longanesi, 1981
- Maurice Denuzière, Il Cavaliere del Mississippi: Louisiana parte terza, Milano, Rizzoli, 1982
- Ismail Kadare, Il generale dell'armata morta, Milano, Longanesi, 1982